# El Manganell (Calders)
El Manganell és una masia del terme de Calders, al Moianès. Pertanyia a la parròquia rural de Sant Pere de Viladecavalls, o Viladecavalls de Calders. Encarada a migdia, està situada en el sector occidental del terme calderí, com tot el poble rural de Viladecavalls. Dins del seu territori, el Manganell ocupa la part central, a prop i al nord de la Colònia Jorba i al nord-oest de l'església parroquial actual, Sant Pere de Viladecavalls. També és a prop, i al sud, de l'Estació receptora de Calders. És una masia inclosa en l'Inventari del Patrimoni Arquitectònic de Catalunya.

## Descripció
Als baixos té un porxat que és el pilar de la galeria del primer pis, avançada respecte al cos principal de la casa, i de posterior construcció. La porta d'entrada és de mig punt, adovellada. L'entrada és enllosada; té un forn de pa en bones condicions, rebost, celler de volta ogival, amb arcs. Unes escales de pedra que pugen al primer pis, dedicat a l'habitatge. Interiorment està dividit en dos habitatges: per propietaris i masovers. A migdia hi ha una gran galeria que ocupa tota la façana: arcades en forma de ferradura, algunes d'elles tancades amb vidriera modernista; sota el teulat, al ràfec, bonica rajola modernista. A la façana nord gran escalinata de pedra que puja directament al primer pis. Paller i tines propera al casal, amb influències modernistes.

## Història
És desconeguda la data de l'origen del mas Manganell. A l'interior de la casa hi ha inscripcions a llindes amb les dates de 1696 i 1692, que poden donar una orientació. L'entrada del sector nord és posterior, del 1770. A finals del segle xix es construeix la galeria a la part de migdia, amb els arcs fets de maó, en forma de ferradura. Té clares influències modernistes; el graner i les tines, separats de la casa i també de finals del passat segle tenen igualment influències modernistes. Va ser propietat de Marcos Redondo Valencia, famós cantant.